# 姑婆嶼
23°42′54″N 119°33′20″E / 23.714998932060688°N 119.55567285418633°E
姑婆嶼，是台灣澎湖縣白沙鄉的一個島嶼，也是北海面積最大的無人島。島呈南北走向，長約一公里，全島主要為四個陸塊和三處小地峽所形成之方山台地，北岸有大片海蝕平台，東岸南北處各有一天然的白色沙灘海灣。島嶼地址為澎湖縣白沙鄉赤崁村16鄰姑婆嶼１號。

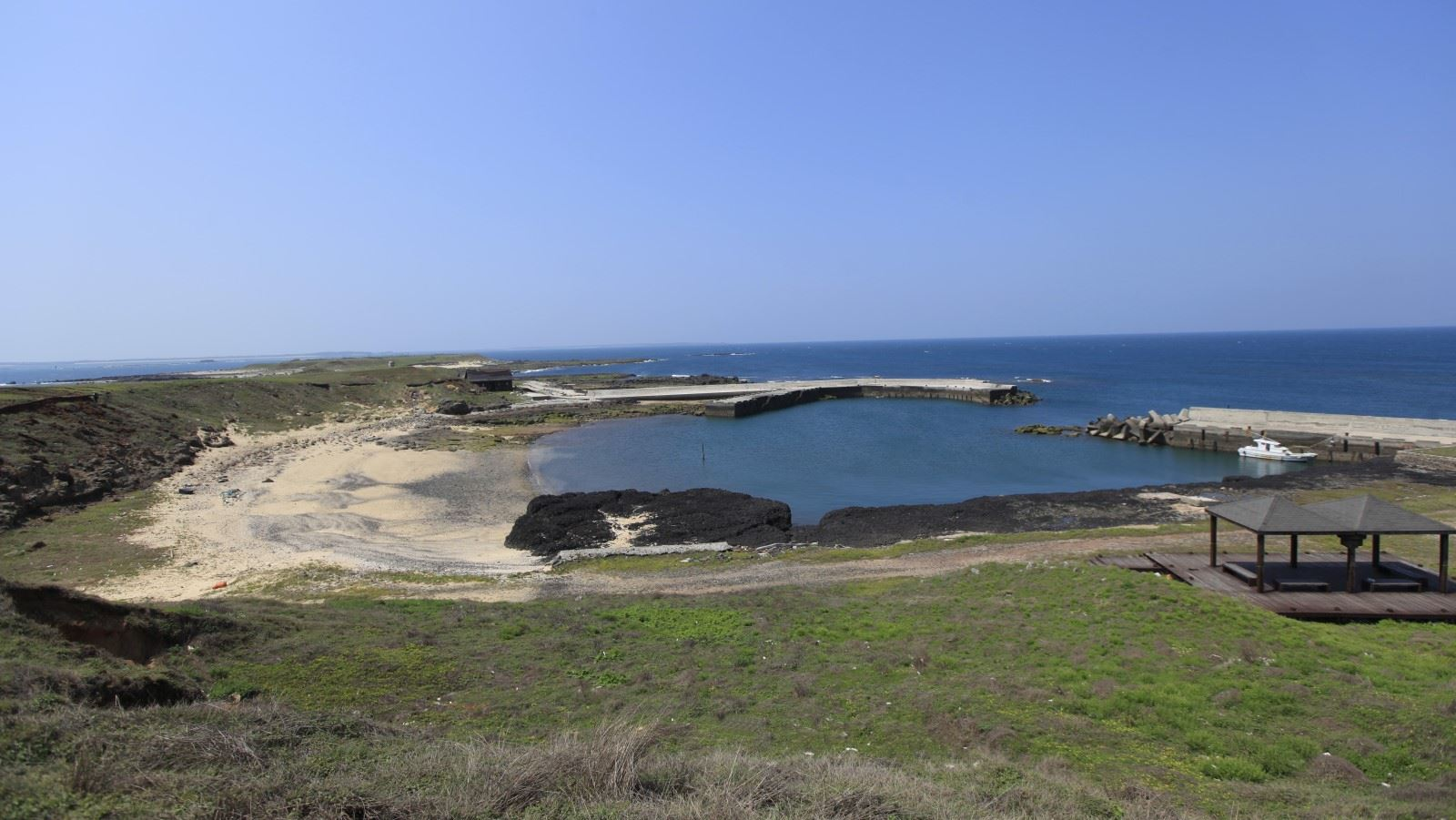
姑婆嶼港口

島上有一塊「布哈拉號船難紀念碑」，紀念碑所在地是全島最高點。北岸的海蝕平台因長年受到浪濤覆淋，是著名的天然紫菜產地，品質優良，每年冬天採收季一到，赤崁村民都會分乘船隻前往採收，集體採紫菜的人潮盛況熱鬧非凡，宛如熱鬧的海上市場。

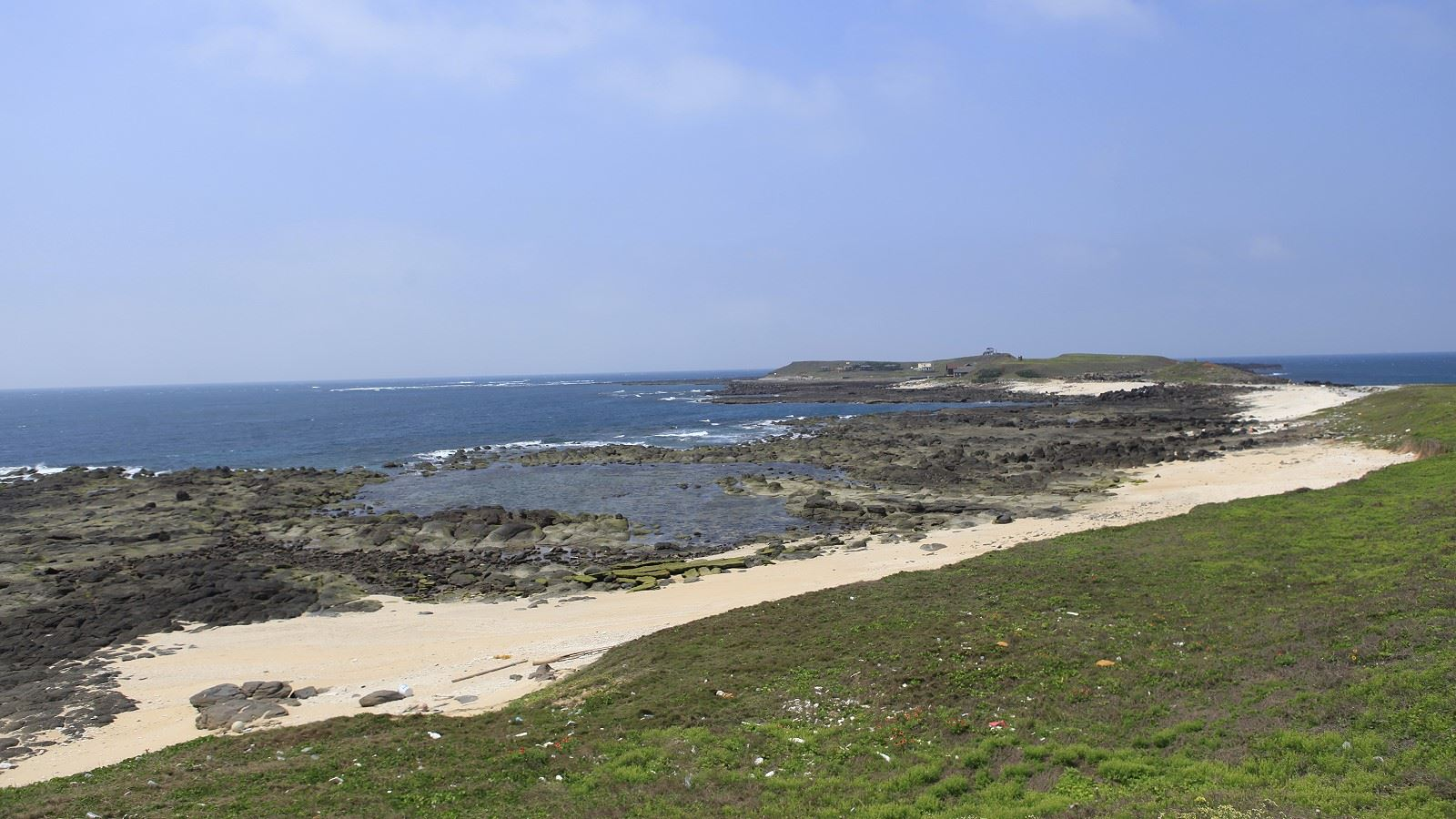
姑婆嶼一隅

## 名稱由來
其姑婆嶼的由來，當地耆老從先人口中得知為：一艘滿載歌仔戲班演員的船隻，行經鄰近海域翻覆，船上人員全部罹難後，附近作業漁船不時聽到淒涼哭叫聲加上古早時候人們對死亡的未婚少女皆稱之為「姑婆」，村人方將該島命名為「姑婆嶼」。

## 黑金產地
姑婆嶼是澎湖著名的野生紫菜盛產地，紫菜被澎湖人稱之為黑金，姑婆嶼北側是天然野生紫菜區，完全沒有汙染，每年10月底至隔年3月底為紫菜生長期，冬季時因東北季風強勁，海浪的拍打促進紫菜的生成，因此冬天為採收季節，也被稱為「摘黑金」季。

## 丁香魚季
姑婆嶼和白沙嶼之間的海域是丁香魚最大的漁場，每年4至9月是澎湖丁香魚產期，其中5月因時值丁香母產卵期，因此為了讓丁香魚的生態延續下去，這時候是丁香魚的禁捕期。

### 引用
1. ↑  .   [2015-04-24]. （原始内容存档于2013-07-02）.

## 外部連結
- 澎湖菊子旅行社（页面存档备份，存于）
- 沿著菊島去旅行（页面存档备份，存于）